# Враньска (Билеча)
Враньска (серб. Врањска / Vranjska) — село в общине Билеча Республики Сербской Боснии и Герцеговины. Население составляет 80 человек по переписи 2013 года.

## Известные уроженцы
- Никола Вуйович (1836—1910), вождь сербских повстанцев